# Shamo
Shamo (軍鶏 Shamo?, gallo de pelea) es un manga cuyo dibujante es Akio Tanaka y su guionista Izō Hashimoto. La traducción al castellano ha corrido a cargo de Emilio Gallego Zambrano. Hay 13 tomos publicados en español por Otakuland ediciones.

## Antecedentes
Comenzó su publicación tras una serie de casos de extrema violencia en Japón por parte de estudiantes adolescentes. El manga se encarga de reflejar hechos poco comunes, alejándose del típico protagonista heroico para mostrar a uno violento y despiadado que va desvelando las claves de su comportamiento.

## Argumento
El protagonista en cuestión es Ryo Narushima, un talentoso estudiante con posibilidad de ir a la Todai, la mejor universidad de todo Japón, que asesina a sus padres a base de cuchilladas sin llegar a entender muy bien por qué lo hizo. Tras su crimen, es llevado a un reformatorio, donde tiene que adaptarse a duras normas y compañeros implacables que abusan física y sexualmente de él. Llevado al extremo por el ambiente en la prisión, Ryo comienza a aprender kárate y autodefensa a la espera de poder sobrevivir en el mundo. Tras dos años, logra salir de prisión.
- Datos: Q2276761